# Urgences médicales de Paris
 (janvier 2020).
Si vous disposez d'ouvrages ou d'articles de référence ou si vous connaissez des sites web de qualité traitant du thème abordé ici, merci de compléter l'article en donnant les références utiles à sa vérifiabilité et en les liant à la section « Notes et références ».
Pour les articles homonymes, voir UMP.

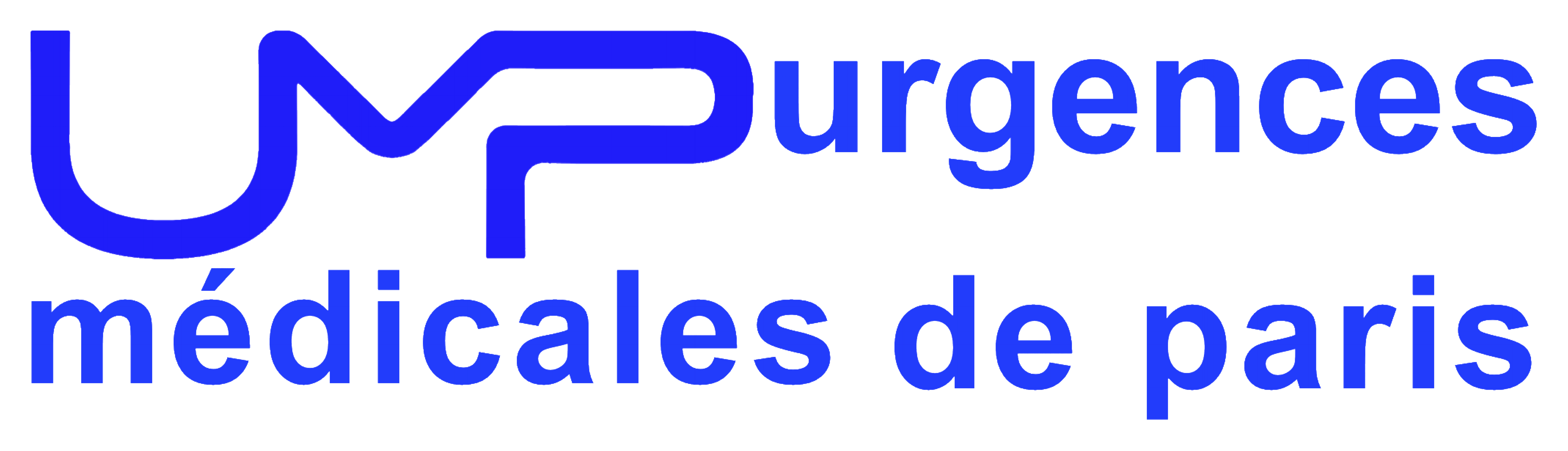
Bandeau des Urgences Médicales de Paris

Les Urgences médicales de Paris (UMP) sont un service médical libéral d'urgence à domicile fondé en 1973. 
Cette structure travaille 24 heures sur 24, 7 jours sur 7 et participe, en liaison étroite avec les médecins traitants et les services publics d'urgence (SAMU, pompiers, hôpital), à la permanence des soins dans Paris et depuis peu[évasif] dans la petite couronne.

## Historique
Créée en 1973, l'Association pour les Urgences médicales de Paris et de la région Parisienne (AUMP) est une association à but non lucratif. Elle est à sa création dirigée par un conseil d'administration, présidé par le Dr Hennion, où siègent la Ville de Paris, la Caisse primaire d'assurance maladie et la Chambre syndicale des médecins de Paris.
L'idée originale est née du Dr Cyrille Gratadour, cardiologue qui souhaitait envoyer des médecins aux domiciles des malades, équipés d'électrocardiogramme et de matériel de réanimation. Il voulait également faire face à l'inquiétude des médecins généralistes libéraux vis-à-vis de la montée de l'activité libérale d'autres structures de permanence de soins.
À partir du 21 janvier 1974, l'AUMP est une association de médecins généralistes non installés salariés et déclenchés par le numéro sur le répondeur téléphonique des médecins parisiens. Chaque équipe médicale effectue initialement des gardes de douze heures (entre 8 h 00 et 20 h 00 et inversement).
De 1974 à 1985, ce sont donc 16 médecins généralistes et urgentistes, pour la plupart non installés, qui assurent la permanence de soins à domicile de l'AUMP avec une activité record de 27 000 visites la première année[réf. nécessaire].
Le mode de recrutement des médecins est sélectif et basé sur un test de compétences portant sur les mesures de réanimation et l'interprétation d'une quinzaine de tracés électrocardiographiques.
L'association fournit aux médecins tout le matériel médical nécessaire ainsi que des Renault 5 TL équipées d'une radio. L'AUMP est basée Boulevard Arago à Paris puis au 15 rue Eugène-Millon Paris 15e (actuelle Fondation Cognacq-Jay). 
Le 4 novembre 1985, au vu de l'insuffisance des subventions publiques et de la demande croissante, l'association est dissoute. Le docteur Gratadour propose aux médecins en poste de racheter l'activité de l'A.U.M.P (numéro de téléphone, plateau de régulation et matériel médical) et voit la création des U.M.P (Urgences médicales de Paris), Société civile de moyens avec comme gérant le docteur Jean-Marc Géniole. 

## Fonctionnement
Pour son président, le docteur Hennion, « l'AUMP représente le premier maillon de la chaîne qui relie le malade au service hospitalier dont il est justiciable par l’intermédiaire du S.A.M.U. qui représente la clef de voûte indispensable dans l'organisation des soins d'urgence. »[réf. nécessaire]
L'appel du patient est reçu par un médecin régulateur. Les médecins qui interviennent sont reliés au central d'écoute par radio. Ils ont, dans leur voiture, une sacoche d'urgence, un électrocardiographe, une valise de réanimation, de l'oxygène et le matériel pour une ventilation assistée.

## Les UMP en 2019
En 2019, les Urgences médicales de Paris reçoivent près de 250 000 appels par an et effectuent 83 000 visites à domicile en l’absence du médecin traitant à tous les âges de la vie. L'activité pédiatrique y est importante ainsi que la participation à la continuité des soins auprès de réseaux de soins palliatifs à domicile et auprès des résidents de maison de retraite 
La société a une forme juridique inchangée depuis 1985 et comprend 42 médecins associés et 20 médecins collaborateurs et remplaçants un plateau de régulation répondant aux critères de la régulation médicale en France comprenant un assistant de régulation médicale et un médecin régulateur 24/24 interconnecté avec le SAMU (Service d'aide médicale urgente) de Paris et les sapeurs pompiers.
Les médecins des UMP répondent au cahier des charges de la PDS[Quoi ?] dicté par l'Agence régionale de santé. Les médecins généralistes effectuent leur visite en voiture et en deux roues guidés par smartphone, équipés de gyrophares et d'une trousse médicale diagnostique et thérapeutique nécessaire aux premiers soins.